# Batalha de Cantena
A Batalha de Cantena foi uma das últimas batalhas da Terceira Guerra Servil, e teve lugar na Lucânia em 71 a.C.. a cerca de 5 km de Giungano. O exército de escravos foi aniquilado pelas legiões de Crasso. 

Crasso construiu uma vala de 60 quilômetros e uma parede ao longo do istmo ou Rhegium para prender espártaco e seu exército. Uma noite, uma grande tempestade aconteceu e espártaco aproveitou a oportunidade para fugir para o norte com a maior parte de seu exército. No entanto, uma força de cerca de 20.000 escravos permaneceu para trás sob Gânico e Casto. Então, Crasso decidiu acabar com eles primeiro. Ele enviou 2 legados para flanquear os rebeldes e distraí-los. Quando a força de alguns milhares chegou, eles foram cercados pelos rebeldes. Os romanos lutaram bravamente, tentando desesperadamente ganhar tempo para a chegada da força principal de Crasso. Logo depois que o exército principal chegou e cercou os rebeldes, o que se seguiu foi um massacre no qual a maior parte do exército rebelde foi morta ou presa.

Após a batalha, Crasso mudou-se para o norte para enfrentar a principal força rebelde comandada por Espátaco.